# 薩魯米亞河

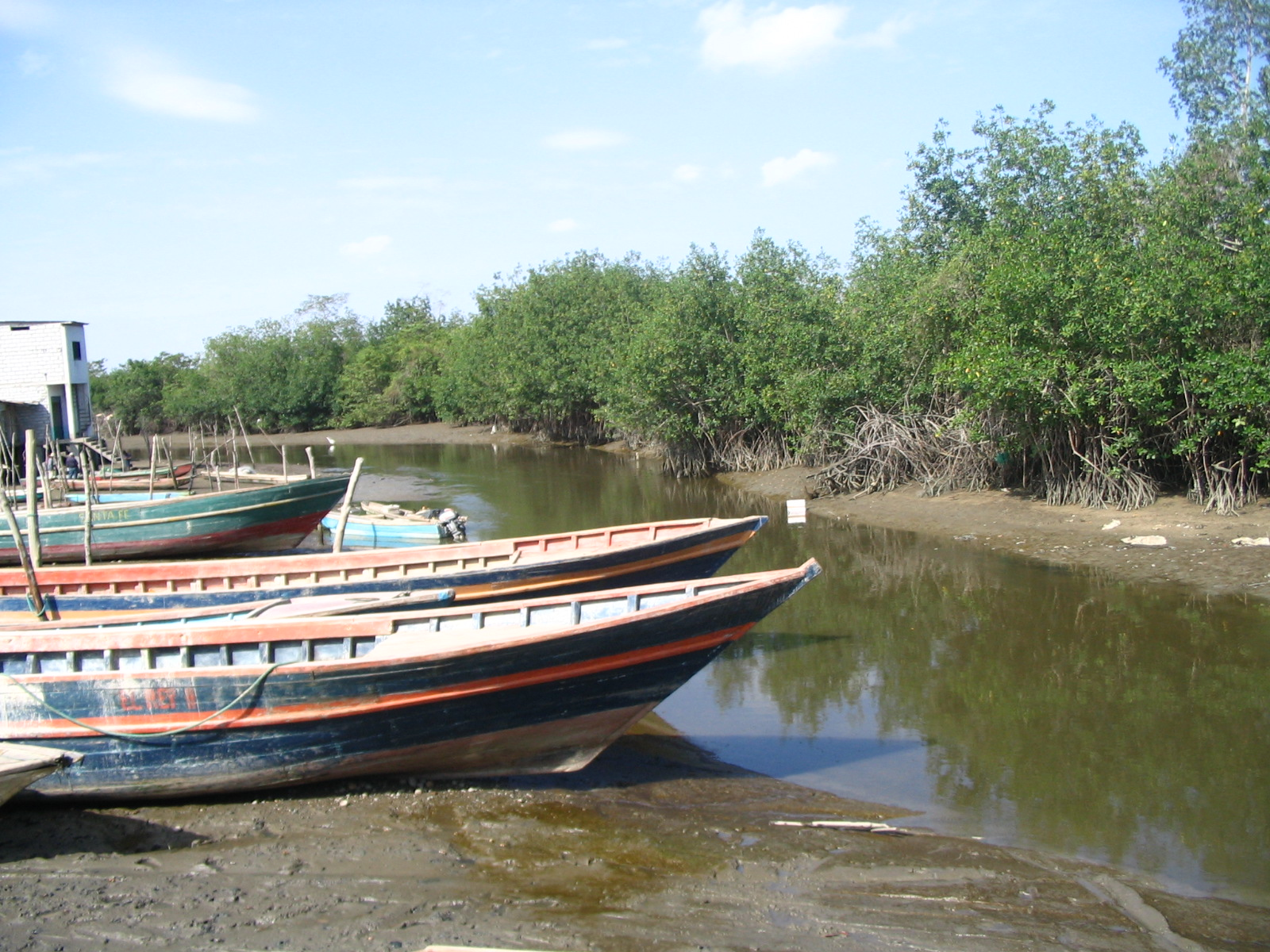
薩魯米亞河

薩魯米亞河（西班牙語：Río Zarumilla）是南美洲的河流，位於秘魯和厄瓜多爾之間接壤的邊境，河道全長63公里，面積731平方公里，該河谷種植的農產品有香蕉、稻米、檸檬、黃豆等。

## 外部連結
- Relación Perú-Ecuador, Puntos de fricción - Peruvian Army official website